# Gloucester Shire
Koordinaten: 32° 0′ S, 151° 58′ O

Gloucester Shire war ein lokales Verwaltungsgebiet (LGA) im australischen Bundesstaat New South Wales. Das Gebiet war 2.952 km² groß und hatte zuletzt etwa 4.900 Einwohner. 2016 ging es im neu geschaffenen Midcoast Council auf.
Gloucester lag im Norden der Hunter-Region nahe der Ostküste etwa 260 km nördlich der Metropole Sydney. Das Gebiet umfasste 66 Ortsteile und Ortschaften, darunter Barrington, Cobark, Copeland, Gloucester, Rawdon Vale, Rookhurst, Stratford, Upper Bowman und Teile von Bundook und Craven. Der Sitz des Shire Councils befand sich in Gloucester, wo zuletzt etwa 2.400 Einwohner lebten.

## Verwaltung
Der Gloucester Shire Council hatte neun Mitglieder, die von allen Bewohnern der LGA gewählt wurden. Gloucester war nicht in Bezirke untergliedert. Aus dem Kreis der Councillor rekrutierte sich auch der Mayor (Bürgermeister) des Councils.